# Brycon nattereri
Brycon nattereri is een straalvinnige vissensoort uit de familie van de Characidae. De beschrijving van de soort werd in 1860 voor het eerst gepubliceerd door Rudolf Kner in een artikel over een collectie vissen in het zoölogisch museum van Wenen, hoofdzakelijk verzameld door Johann Natterer. Kner meende daarbij te maken te hebben met Chalceus opalinus Cuvier, 1819, en vermeldde de naam "Salmo pira-pitinga" waarmee Natterer de soort aanduidde. Kort daarop kwam Albert Günther tot de slotsom dat bij Cuviers soort een grote zwarte vlek aan de basis van de staartvin ontbrak die bij deze soort wel aanwezig was, en dat dit een nog niet eerder benoemde soort betrof, die hij in 1864 de wetenschappelijke naam Brycon nattereri gaf, naar de verzamelaar ervan.

## Synoniemen
- Chalceus opalinus Kner, 1860 non Cuvier, 1819
- Salmo pirapitinga Natterer ex Kner, 1860, pro synonymo
- Brycon reinhardti Lütken, 1875[4]